# Wrocław Wojszyce
Wrocław Wojszyce – dawniej stacja kolejowa we Wrocławiu  przy ulicy Przystankowej na osiedlu Wojszyce. Obecnie przystanek osobowy przy ul. Grota-Roweckiego. 
Budynek stacyjny, parterowy, nakryty dachem dwuspadowym powstał w końcu XIX wieku i został wytyczony na planie prostokąta. Budynek otrzymał skromną, ceglaną dekorację architektoniczną, którą obejmują zamknięte odcinkiem łuku obramowania otworów okiennych i wejściowych (w obecnej chwili budynek jest pokryty tynkiem). Z boku dostawiono, również parterowy budynek gospodarczy. Od momentu zakończenia II wojny światowej linia przechodząca przez stację w wyniku rozbiórki dokonanej przez Armię Czerwoną jest linią jednotorową. 
W ramach ukończonej w 2022 r. rewitalizacji przesunięto przystanek w pobliże ul. Grota-Roweckiego. Po 22 latach przerwy przystanek rozpoczął ponownie obsługiwać ruch pasażerski 12 czerwca 2022.

## Ruch pasażerski
| Rok  | Wymiana pasażerska na dobę |
| ---- | -------------------------- |
| 2022 | 20-49                      |
| 2023 | 50-99                      |